# Fabrice Ngoma
Fabrice Luamba Ngoma (ur. 22 stycznia 1994 w Kinszasie) – kongijski piłkarz, grający na pozycji środkowego pomocnika. W sezonie 2020/2021 zawodnik Rai Casablanca. 

## Kariera klubowa
Zaczynał karierę w 2013 roku w FC Arc-en-Ciel Kinshasa, grającym w 3. lidze kongijskiej.
W 2014 roku przeniósł się do Shark XI Kinshasa, grającym w ekstraklasie. Zajął z tą drużyną 6. miejsce.
1 lipca 2015 roku został zawodnikiem FC MK Etanchéité i zajmował z tą drużyną miejsca 11. i 13. w sezonach 2015/2016 i 2016/2017.
1 stycznia 2017 roku został zawodnikiem Ifeanyi Ubah FC. Zagrał tam w 15 spotkaniach i zajął 9. miejsce w nigeryjskiej ekstraklasie.
1 lipca 2017 roku powrócił do kraju, do AS Vita Club. W sezonie 2017/2018 został mistrzem, a w 2018/2019 wicemistrzem kraju.
1 lipca 2019 roku został zawodnikiem Rai Casablanca. W zespole z największego miasta Maroka zadebiutował 31 sierpnia 2019 roku w meczu Pucharu Maroka przeciwko Renaissance Zemamra, przegranym 2:3. Pierwszą bramkę strzelił 15 września 2019 roku w meczu Afrykańskiej Ligi Mistrzów przeciwko Al-Nasr Benghazi, wygranym 1:3. Fabrice Ngoma do siatki trafił w 51. minucie. W sezonie 2019/2020 został krajowym mistrzem. Łącznie do 28 maja 2021 roku Fabrice Ngoma rozegrał łącznie w Rai 42 mecze (21 ligowych) i strzelił 4 bramki (z czego jedna w lidze).

## Kariera reprezentacyjna
Fabrice Ngoma w ojczystej reprezentacji zadebiutował 28 maja 2018 roku w towarzyskim meczu przeciwko Nigerii, zremisowanym 1:1. Do 28 maja 2021 roku rozegrał 11 meczów.